# Viacamp
Viacamp es una localidad perteneciente al municipio de Viacamp y Litera dentro de la comarca de La Ribagorza, provincia de Huesca, Aragón, España. 
En 2005 tenía 15 habitantes. Se asienta en la ladera sur del cerro donde se levanta el antiguo castillo de Viacamp, cuya visualidad alcanza al valle del río Noguera Ribagorzana y los pirineos. Forma municipio junto con Litera. La ermita del Obac se supone que fue un antiguo monasterio visigótico. Este templo ostenta el título de capilla real.

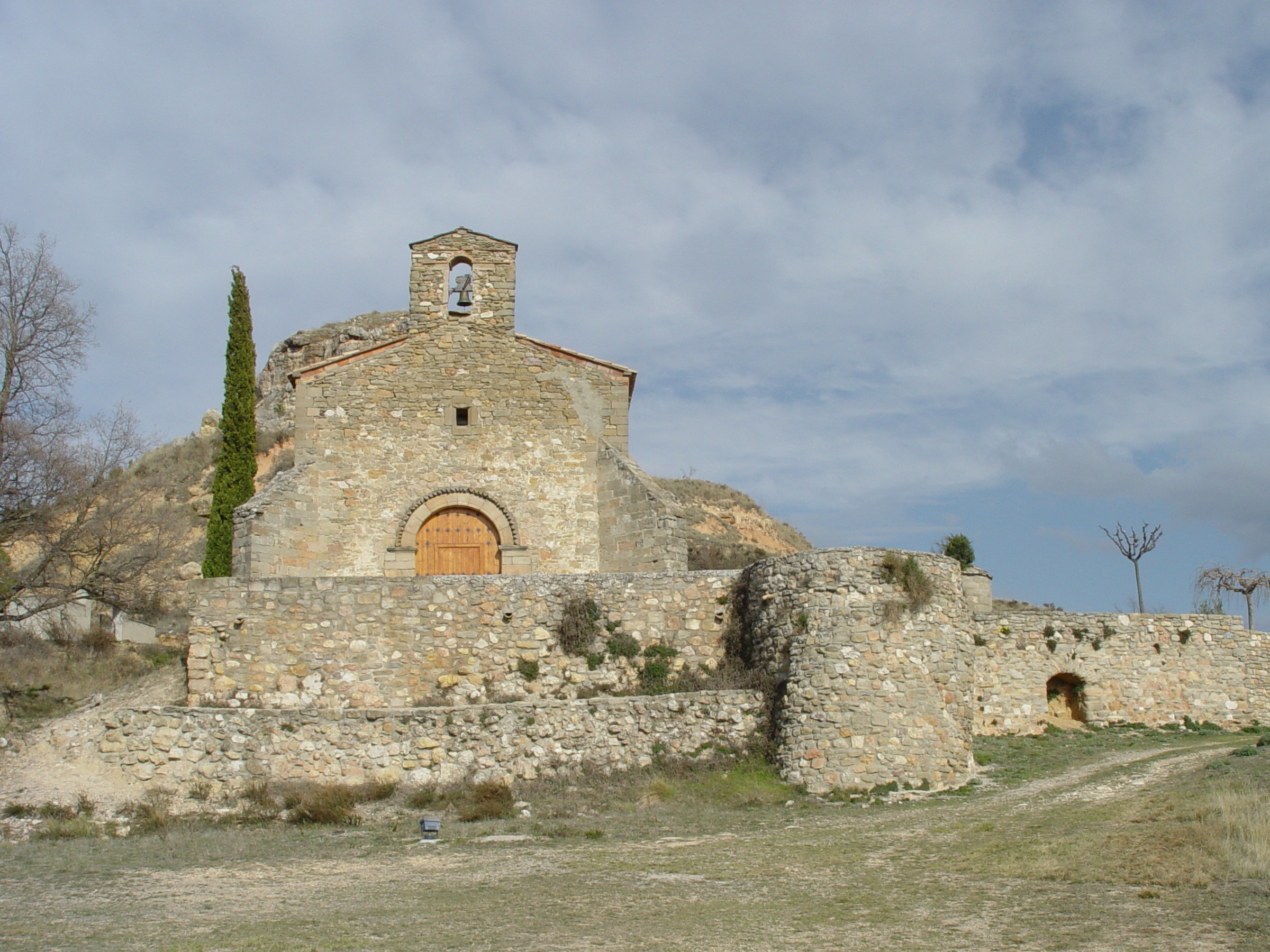
Ermita de la Virgen de Obac, en Viacamp.